# Perdutoamor (colonna sonora)
Perdutoamor è un album musicale contenente canzoni e brani utilizzati nella colonna sonora dell'omonimo film del 2003 di Franco Battiato. Le musiche composte da Battiato per il film non sono presenti sul disco.

## Tracce
1. Franco Battiato – Perduto amore – 3:15 – (De Lorenzo, Adamo)
2. Manlio Sgalambro – Non dimenticar le mie parole – 3:14 – (D'Anzi, Bracchi)
3. Orchestra Clementi + Coro Palestrina – Ich will hir bei Dir stehen – 1:14 – (J. S. Bach)
4. Dalida – Itsy bitsy petit bikini – 2:17 – (Lee Pockriss, Paul Vance, Lucien Morisse, André Salvet)
5. Andreas Scholl – Gloria patri – 4:50 – (A. Vivaldi)
6. Pippo Rametta – Te voglio bene assaje – 3:05 – (R. Sacco, A. Longo)
7. Orchestra Clementi – Adagio dal concerto in la maggiore K488 – 0:41 – (W. A. Mozart)
8. Donatella Moretti – Quando vedrete il mio caro amore – 3:43 – (L. Ognibene)
9. Salvatore Vinciguerra – Se tu sapessi – 2:44 – (Bruno Lauzi)
10. Luigi Fiumicelli – Sigillata con un bacio – 3:21 – (P. Udell, G. Geld, S. Leva)
11. Sonia e le sorelle – Sulla sabbia c'era lei – 2:08 – (Newman, Nisa)
12. Simone Bartolini + Carlo Guaitoli – In der Fremde – 2:17 – (R. Schumann)
13. Janet Baker – When I am laid in Earth – 1:49 – (H. Purcell)
14. Neil Sedaka – La terza luna – 2:22 – (Migliacci, Enriquez)
15. Giorgio Gaber – Porta Romana – 3:32 – (U. Simonetta)
16. Franco Battiato e Daniela Bruera – Beim Schlafengehen – 2:55 – (R. Strauss)
17. Herbert Pagani – Lombardia - Le plat pays – 2:46 – (J. Brel, H. Pagani)
18. Gregorio Alicata – Quando piove sulla spiaggia – 2:18 – (Alicata, Chiosso)
19. Moltheni – Prigioniero del mondo – 2:58 – (Donida, Mogol)
20. Maurizio – Cinque minuti e poi... – 3:11 – (G. Lamorgese, A. Prestipino, H. Pagani)
21. Robert Casadesus – Estratto da Symphonic variations – 0:42 – (Cesar Franck)
22. CH – Parchment Farm – 4:34 – (Mose Allison)
23. Novena di Natale – 1:11 – (A. Uccello)
24. Carlo Guaitoli – Intermezzo in la maggiore op. 118 n. 2 – 6:01 – (J. Brahms)